# Église Saint-Denis d'Airaines
L'église Saint-Denis est une église catholique située à Airaines, dans le département de la Somme, en France.

## Historique
La paroisse Saint-Denis existe depuis le XIIe siècle.
Construite au XVIe siècle, cette église est de style gothique flamboyant.
1789-1793, pendant la Révolution française, François Marduel adhère aux idées de la Révolution. Il devint prêtre constitutionnel puis maire d'Airaines.
À l'appel du conventionnel Dumont, deux des trois cloches de l'église Saint-Denis sont envoyées à Amiens pour être fondues. Marduel dut quitter la Picardie. Ses successeurs lacérèrent les archives pour effacer son souvenir.
Après la tourmente révolutionnaire, l'église resta la seule église paroissiale du bourg rouverte au culte.
Au XIXe siècle, la municipalité supprima le cimetière et agrandit l'église.
Pendant la guerre de 1870, l'église servit de prison. Les Prussiens y enfermèrent les habitants de Longpré-les-Corps-Saints qui leur avaient résisté les armes à la main.
En 1940, la ville d'Airaines fut détruite à 80% par les bombardements mais heureusement l'église ne fut que partiellement touchée.
L'édifice fut classé au titre des monuments historiques en 1941.
La restauration de l'église débuta dès 1944.

## Caractéristiques
C'est une église à trois nefs dont les pignons et portails sont ouvragés. Sa toiture originale se compose de sept éléments en tuile.
La nef principale, large et basse est prolongée par un chœur plus élancé.
Le clocher-porche élégant, permet de pénétrer dans l'église qui renferme un certain nombre d’œuvres d'art classées monuments historiques au titre d'objet :
- un groupe sculpté  polychrome représentant la Mise au tombeau, du XVIe siècle[4], classée au titre objet, le 25 mai 1907[5] ;
- un Christ en croix en bois peint, provenant d'une poutre de gloire, du XVIe siècle ;
- une statue de la Vierge à l'Enfant [6] ;
- une statue de saint Denis en bois polychrome, du XVIe siècle ;
- une statue de saint Sébastien, en bois polychrome (XVIe siècle)[7] ;
- une statue de sainte Catherine en bois polychrome (XVIe siècle)[8] ;
- des clefs de voûte pendantes et historiées dans le chœur[9].
- orgue de tribune (fin XVIIe siècle), Inscrit au titre objet au titre d'objet, le 25 octobre 1993[10].

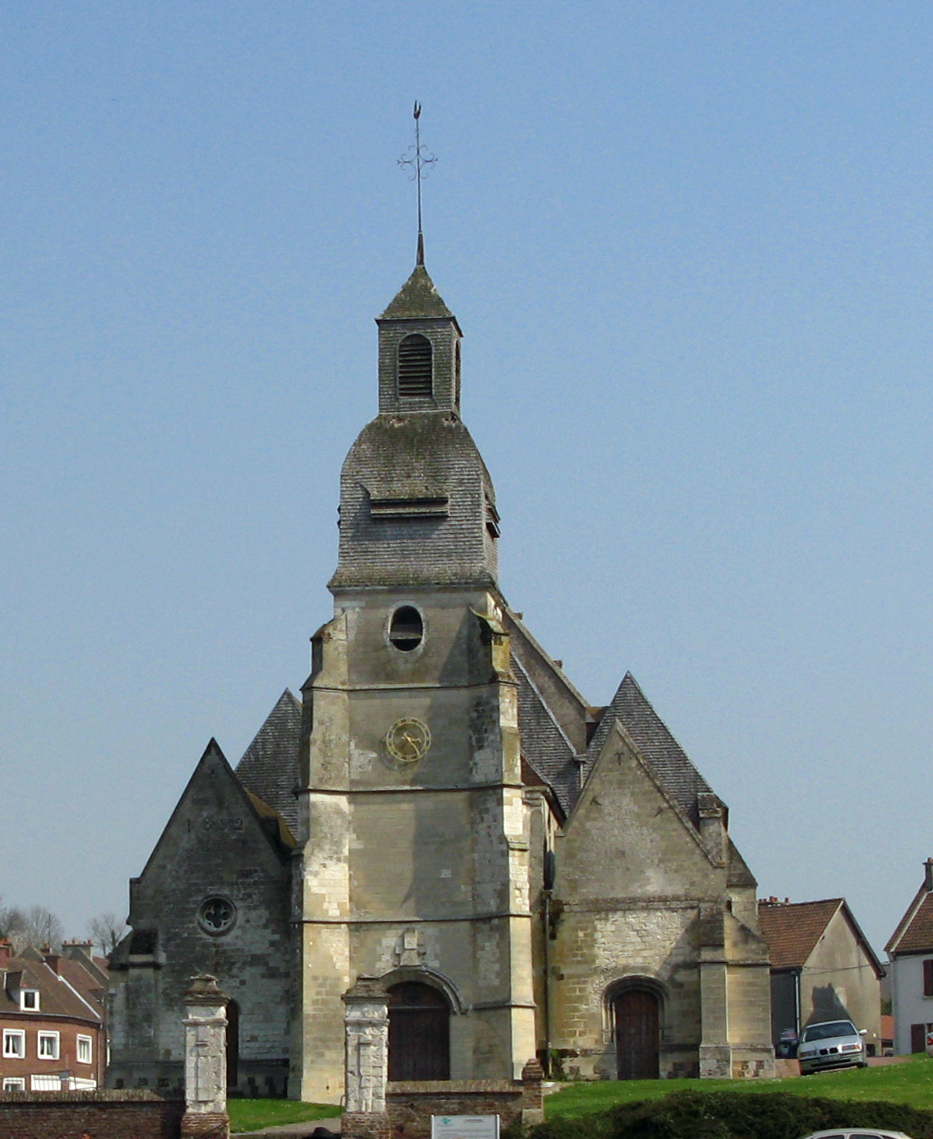
Eglise Saint-Denis, façade ouest
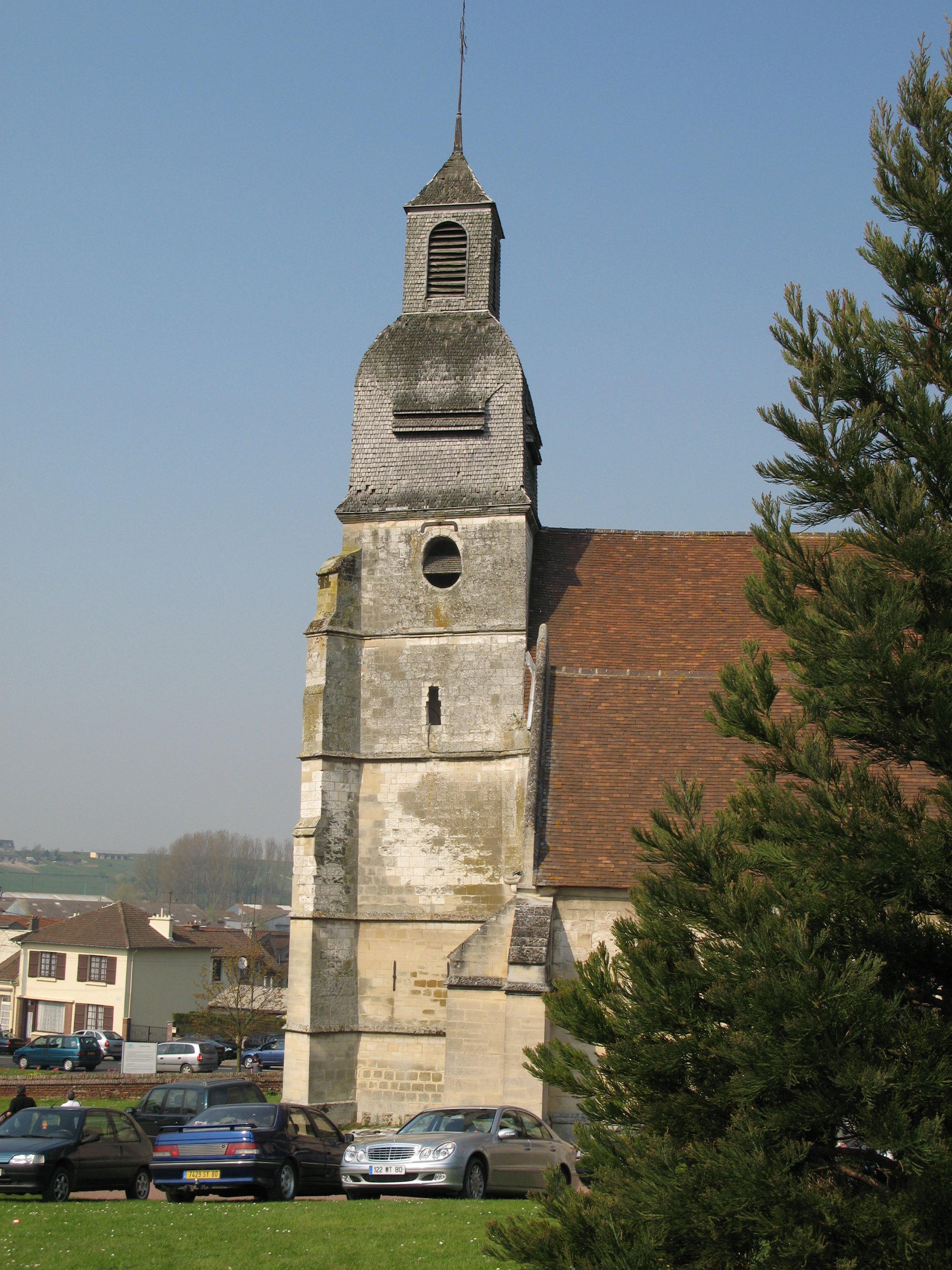
Eglise Saint-Denis, clocher, côté sud

## Pour approfondir